# Slocomb
Slocomb is een plaats (city) in de Amerikaanse staat Alabama, en valt bestuurlijk gezien onder Geneva County.

## Demografie
Bij de volkstelling in 2000 werd het aantal inwoners vastgesteld op 2052.
In 2006 is het aantal inwoners door het United States Census Bureau geschat op 2042, een daling van 10 (-0,5%).

## Geografie
Volgens het United States Census Bureau beslaat de plaats een oppervlakte van
24,6 km², geheel bestaande uit land. Slocomb ligt op ongeveer 77 m boven zeeniveau.

## Plaatsen in de nabije omgeving
De onderstaande figuur toont de plaatsen in een straal van 16 km rond Slocomb.